# Mariana Dimópulos
Mariana Dimópulos (Buenos Aires, 1973) es una escritora, traductora y docente argentina. Especializada en filosofía alemana y la obra de Walter Benjamin, es autora de cuatro novelas. La última de ellas, Quemar el cielo (2019), fue finalista en el año de su publicación de la lista corta del Premio de Novela Fundación Medifé-Filba.

## Biografía

### Primeros años y formación
Mariana Dimópulos nació en 1973 en la ciudad de Buenos Aires, Argentina. Se licenció en Letras por la Universidad de Buenos Aires, donde dictó seminarios de Posgrado en su Facultad de Filosofía y Letras. Entre los años 1999 y 2005, vivió en Alemania. Su pareja es el escritor Ariel Magnus.
Como periodista, colaboró en diferentes revistas y medios gráficos, entre ellos, el diario Página/12 y el suplemento cultural Revista Ñ. Como traductora, tradujo a los escritores Walter Benjamin, Theodor W. Adorno, Robert Musil, Martin Heidegger y J. M. Coetzee, entre otros.

### Trayectoria literaria
En el 2008, publicó su primer libro, la novela Anís, sobre un edificio y sus habitantes. En el 2010, editó su segunda novela, Cada despedida, que narra la historia de una mujer que huye de todas las ciudades en las que vive. En el 2013, publicó su tercera novela, Pendiente, acerca de la depresión posparto.
En el 2014, publicó en colaboración con Mariano García la antología Escritos sobre la mesa. En el 2017, editó el libro de ensayo Carrusel Benjamin, sobre Walter Benjamin.
En el 2019, publicó su cuarta novela, Quemar el cielo, que narra la historia de una mujer y su vínculo con la guerrilla y la última dictadura militar argentina. En el año de su publicación, el texto fue finalista de la lista corta del Premio de Novela Fundación Medifé-Filba. Además, fue elogiado por el escritor argentino Martín Kohan, quien destacó su «indagación ficcional acerca de la desaparición de una militante».
En el 2020, prologó la edición que la editorial Eterna Cadencia realizó de la novela El desaparecido, de Franz Kafka.

## Obra

### Novela
- Anís (2008, Entropía)
- Cada despedida (2010, Adriana Hidalgo)
- Pendiente (2013, Adriana Hidalgo)
- Quemar el cielo (2019, Adriana Hidalgo)

### Ensayo
- Carrusel Benjamin (2017, Eterna Cadencia)

### Antología
- Escritos sobre la mesa (2014, Adriana Hidalgo, en colaboración con Mariano García)